# De Witte Ring

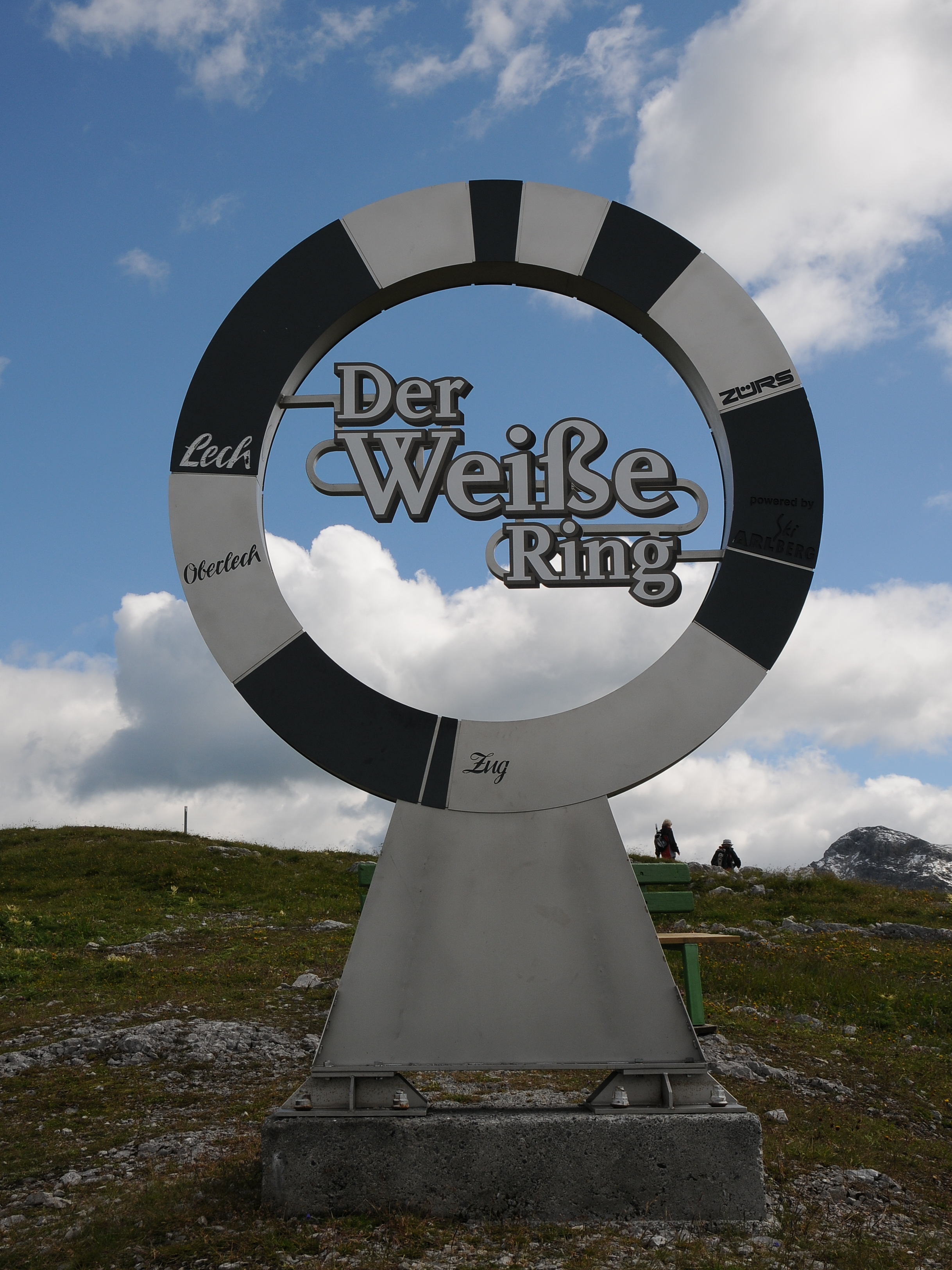
Bord bij het bergstation van de "Rüfikopfbahn"

De Witte Ring (Duits: Der Weiße Ring) is een skitocht in Lech, Vorarlberg (Oostenrijk).
Het skicircuit is gelegen in het skigebied Ski Arlberg. Met 22 km is de Witte Ring de langste skirit ter wereld. Het bestaat uit 5 afdalingen, 6 liften en een langlauf-loipe. Tussen het start- en eindpunt is er een hoogteverschil van ongeveer 5500 m.
Het oorspronkelijke idee voor het circuit komt van de Vorarlbergse skipionier Sepp Bildstein. De realisatie begon met de ingebruikname van de eerste sleeplift in de winter van 1940/41.

## Traject
De tocht start officieel in Lech am Arlberg en brengt de deelnemer dan via Zürs, Zug en Oberlech weer terug naar het startpunt.
| Fase   |        | Piste / lift                                | Lengte | Hoogteverschil |
| ------ | ------ | ------------------------------------------- | ------ | -------------- |
| 1      |        | Rüfikopfbahn                                | 2.131  | 890            |
| 2      | 38a    | Steinmännle                                 | 1.634  | 366            |
| 3      |        | Schüttbodenlift                             | 590    | 155            |
| 4      | 38a    | Schüttboden – Zürs                          | 1.607  | 248            |
| 5      |        | Trittalpbahn                                | 920    | 288            |
| 6      | 3a     | Hexenboden Direkte                          | 1.798  | 466            |
| 7a     |        | Seekopfbahn                                 | 1.548  | 514            |
| 7b     |        | Zürserseebahn                               | 1.587  | 491            |
| 8      |        | Madlochbahn                                 | 1.316  | 294            |
| 9      | 33     | Madloch – Zug                               | 4.187  | 954            |
| 10     |        | Zugerbergbahn                               | 1.460  | 615            |
| 11     |        | Balmengratlift                              | 222    | 5              |
| 12     | 34     | Kriegeralpe – Petersboden – Oberlech – Lech | 4.236  | 644            |
| Totaal | Totaal | Totaal                                      | 21.688 | 5.439          |

## Skirace
Ter gelegenheid van het 50-jarig jubileum van het skicircuit werd in het seizoen 2005/2006 de eerste White Ring-skirace gehouden. Sindsdien vindt het race jaarlijks plaats. 1000 skiërs nemen deel aan het race. Het parcoursrecord is 44:10:75 minuten en wordt sinds 2010 gehouden door Markus Weiskopf.
De volgende Witte Ring-race is op 21 januari 2023.

#### Speed Race
Voordat de Witte Ring-race plaatsvindt, worden alle racers uitgenodigd om hun snelheid te testen. Deze "Speed Race" vindt twee dagen van tevoren plaats. Onder de 1,000 deelnemers worden de eerste 100 startnummers uitgereikt aan de 100 snelste atleten. Toeschouwers kijken naar de racers langs het 2 km lange parcours en aan de finish in Zürs.